# Кијанг
Кијанг или тибетски дивљи магарац (лат. Equus kiang) је копитар из породице коња (лат. Equidae). 

## Распрострањеност
Ареал врсте покрива средњи број држава. Врста има станиште у Кини, Пакистану, Индији, Бутану, Непалу и Монголији.

## Станиште
Станишта врсте су травна вегетација, екосистеми ниских трава и шумски екосистеми, брдовити предели, језера и језерски екосистеми, речни екосистеми и пустиње. Врста је по висини распрострањена до 5.400 метара надморске висине. 

## Угроженост
Ова врста је наведена као последња брига, јер има широко распрострањење и честа је врста.